# Richard Gilly
Richard Gilly est un auteur, compositeur et interprète français né à Sannois (Val-d'Oise) le 15 septembre 1948.

## Biographie
À l'âge de 15 ans, il intègre une école d'arts appliqués (ESAM) où il découvre la peinture et la sculpture.
Il réalise rapidement ses sculptures qu'ils exposent à la galerie Suzanne de Coninck, au salon des indépendants et de l'art sacré au musée d'Arts Modernes à la ville de Paris.
Parallèlement à la sculpture, il commence sa carrière d'auteur, compositeur, interprète en 1971 et enregistre sept albums de 1971 à 2015.

## Albums
- 1971 : Je ne suis pas un grand fermier vinyle 33 tours (CBS).
- 1975 : Les froides saisons vinyle 33 tours (Flamophone).
- 1977 : Portrait de famille vinyle 33 tours (Flamophone).
- 1984 : Râleur vinyle 33 tours (WEA).
- 1993 : Rêves d'éléphant CD FNAC Music.
- 2002 : Des années d'ordinaire CD Musikafrance.
- 2015 : Les contes de la piscine après la pluie CD autoproduit